# Кубок Америки з футболу 2024 (склади)

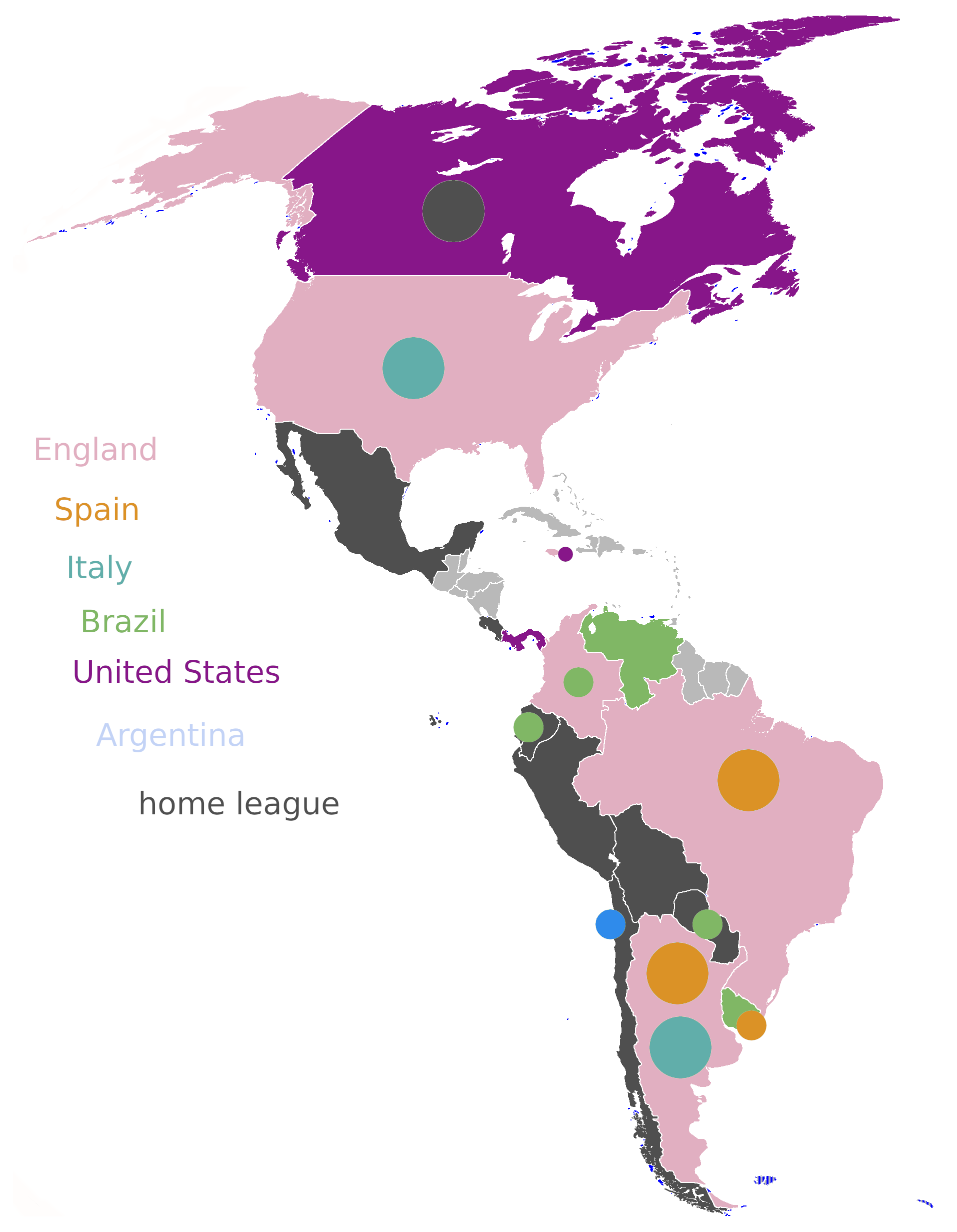
Гравці турніру за лігами.

У статті перераховані склади національних футбольних збірних на Кубку Америки, який пройшов у Сполучених Штатах з 20 червня по 14 липня 2024 року.
Вік кожного гравця вказано станом на 20 червня 2024 року, перший день турніру. Кількість матчів і голів, зазначена для кожного гравця також на момент початку турніру. У списку вказано клуб, за який гравець грав востаннє змагальний матч до турніру. Національність кожного клубу відображає національну асоціацію (а не лігу), до якої входить клуб. Прапор зображається для тренерів, які не належать до національної збірної.

## Регламент
Шістнадцять збірних учасниць спочатку повинні були зареєструвати команду до 23 гравців, включаючи щонайменше трьох воротарів. Тільки ці гравці мали право брати участь у турнірі.
16 травня 2024 року КОНМЕБОЛ оголосила про збільшення складу з 23 до 26 гравців. Рішення було прийнято Радою КОНМЕБОЛ на прохання деяких асоціацій-членів, і команди змогли обрати остаточний список із мінімум 23 і максимум 26 гравців.
Кожна національна команда повинна була подати до КОНМЕБОЛ попередній список із мінімум 35 і максимум 55 гравців (включаючи принаймні чотирьох воротарів) до 18:00 (UTC−4) 5 травня 2024 року,. (Стаття 58 Регламенту). Остаточний список від національної збірної потрібно було надіслати в КОНМЕБОЛ до 18:00 (UTC−4) 15 червня 2024 року, за тиждень до початку турніру. Усі гравці фінального списку мали бути обрані з відповідного попереднього списку (стаття 60 Регламенту).
Після того, як остаточні списки були подані, командам було дозволено робити заміни лише у випадку серйозної травми, хвороби або з медичних причин не пізніше ніж за 24 години до першого матчу команди на змаганнях. Усі заміни повинні бути схвалені Медичною комісією КОНМЕБОЛ, а гравці на заміну повинні бути з попереднього списку (стаття 71 Регламенту).
Попередні списки не були опубліковані КОНМЕБОЛ, оскільки вони були лише для внутрішнього використання (лише Чилі та Венесуела опублікували свої повні попередні списки). Остаточні склади були опубліковані КОНМЕБОЛ 14 червня 2024 року.

## Група A

### Аргентина
Аргентина 15 червня 2024 року оголосила остаточний склад із 26 гравців.
Головний тренер: Ліонель Скалоні
| №  | Поз. | Гравець               | Дата народження (вік)         | Ігри | Голи | Клуб              |
| -- | ---- | --------------------- | ----------------------------- | ---- | ---- | ----------------- |
| 1  | ВР   | Франко Армані         | 16 жовтня 1986 (вік 37 років) | 19   | 0    | Рівер Плейт       |
| 2  | ЗХ   | Лукас Мартінес Кварта | 10 травня 1996 (вік 28 років) | 14   | 0    | Фіорентіна        |
| 3  | ЗХ   | Ніколас Тальяфіко     | 31 серпня 1992 (вік 31 рік)   | 57   | 1    | Олімпік (Ліон)    |
| 4  | ЗХ   | Гонсало Монтьєль      | 1 січня 1997 (вік 27 років)   | 26   | 1    | Ноттінгем Форест  |
| 5  | ПЗ   | Леандро Паредес       | 29 червня 1994 (вік 29 років) | 62   | 5    | Рома              |
| 6  | ЗХ   | Херман Песселья       | 27 червня 1991 (вік 32 роки)  | 40   | 3    | Реал Бетіс        |
| 7  | ПЗ   | Родріго Де Пауль      | 24 травня 1994 (вік 30 років) | 64   | 2    | Атлетіко (Мадрид) |
| 8  | ЗХ   | Маркос Акунья         | 28 жовтня 1991 (вік 32 роки)  | 57   | 0    | Севілья           |
| 9  | НП   | Хуліан Альварес       | 31 січня 2000 (вік 24 роки)   | 31   | 7    | Манчестер Сіті    |
| 10 | НП   | Ліонель Мессі ()      | 24 червня 1987 (вік 36 років) | 182  | 108  | Інтер (Маямі)     |
| 11 | НП   | Анхель Ді Марія       | 14 лютого 1988 (вік 36 років) | 140  | 31   | Бенфіка           |
| 12 | ВР   | Херонімо Рульї        | 20 травня 1992 (вік 32 роки)  | 4    | 0    | Аякс (Амстердам)  |
| 13 | ЗХ   | Крістіан Ромеро       | 27 квітня 1998 (вік 26 років) | 31   | 3    | Тоттенгем Готспур |
| 14 | ПЗ   | Есек'єль Паласіос     | 5 жовтня 1998 (вік 25 років)  | 29   | 0    | Баєр 04           |
| 15 | НП   | Ніколас Гонсалес      | 6 квітня 1998 (вік 26 років)  | 34   | 5    | Фіорентіна        |
| 16 | ПЗ   | Джовані Ло Сельсо     | 9 квітня 1996 (вік 28 років)  | 52   | 3    | Тоттенгем Готспур |
| 17 | НП   | Алехандро Гарначо     | 1 липня 2004 (вік 19 років)   | 5    | 0    | Манчестер Юнайтед |
| 18 | ПЗ   | Гідо Родрігес         | 12 квітня 1994 (вік 30 років) | 29   | 1    | Реал Бетіс        |
| 19 | ЗХ   | Ніколас Отаменді      | 12 лютого 1988 (вік 36 років) | 112  | 6    | Бенфіка           |
| 20 | ПЗ   | Алексіс Мак Аллістер  | 24 грудня 1998 (вік 25 років) | 26   | 2    | Ліверпуль         |
| 21 | НП   | Валентин Карбоні      | 5 березня 2005 (вік 19 років) | 2    | 0    | Монца             |
| 22 | НП   | Лаутаро Мартінес      | 22 серпня 1997 (вік 26 років) | 58   | 24   | Інтернаціонале    |
| 23 | ВР   | Еміліано Мартінес     | 2 вересня 1992 (вік 31 рік)   | 39   | 0    | Астон Вілла       |
| 24 | ПЗ   | Енцо Фернандес        | 17 січня 2001 (вік 23 роки)   | 23   | 4    | Челсі             |
| 25 | ЗХ   | Лісандро Мартінес     | 18 січня 1998 (вік 26 років)  | 18   | 0    | Манчестер Юнайтед |
| 26 | ЗХ   | Науель Моліна         | 6 квітня 1998 (вік 26 років)  | 38   | 1    | Атлетіко (Мадрид) |

### Перу
Перу оголосило свій остаточний склад із 26 гравців 15 червня 2024 року. Раніше півзахисник Ренато Тапія оголосив, що залишить своє місце в команді через адміністративні проблеми.
Головний тренер:  Хорхе Фоссаті
| №  | Поз. | Гравець              | Дата народження (вік)           | Ігри | Голи | Клуб                      |
| -- | ---- | -------------------- | ------------------------------- | ---- | ---- | ------------------------- |
| 1  | ВР   | Педро Гальєсе        | 23 лютого 1990 (вік 34 роки)    | 106  | 0    | Орландо Сіті              |
| 2  | ЗХ   | Луїс Абрам           | 27 лютого 1996 (вік 28 років)   | 41   | 1    | Атланта Юнайтед           |
| 3  | ЗХ   | Альдо Корсо          | 20 травня 1989 (вік 35 років)   | 51   | 0    | Універсітаріо де Депортес |
| 4  | ЗХ   | Андерсон Сантамарія  | 10 січня 1992 (вік 32 роки)     | 28   | 0    | Атлас (Гвадалахара)       |
| 5  | ЗХ   | Карлос Самбрано      | 10 липня 1989 (вік 34 роки)     | 72   | 4    | Альянса Ліма              |
| 6  | ЗХ   | Маркос Лопес         | 20 листопада 1999 (вік 24 роки) | 35   | 0    | Феєнорд                   |
| 7  | НП   | Енді Поло            | 29 вересня 1994 (вік 29 років)  | 45   | 1    | Універсітаріо де Депортес |
| 8  | ПЗ   | Серхіо Пенья Флорес  | 28 вересня 1995 (вік 28 років)  | 38   | 4    | Мальме                    |
| 9  | НП   | Паоло Герреро ()     | 1 січня 1984 (вік 40 років)     | 119  | 39   | Универсідад Сесар Вальєхо |
| 10 | ПЗ   | Крістіан Куева       | 23 листопада 1991 (вік 32 роки) | 98   | 16   | Вільний агент             |
| 11 | НП   | Браян Рейна          | 23 серпня 1998 (вік 25 років)   | 10   | 2    | Бельграно                 |
| 12 | ВР   | Карлос Каседа        | 27 вересня 1991 (вік 32 роки)   | 8    | 0    | Мельгар                   |
| 13 | ПЗ   | Хесус Кастільйо      | 11 червня 2001 (вік 23 роки)    | 9    | 1    | Жил Вісенте               |
| 14 | НП   | Джанлука Лападула    | 7 лютого 1990 (вік 34 роки)     | 33   | 9    | Кальярі                   |
| 15 | ЗХ   | Мігель Араухо        | 24 жовтня 1994 (вік 29 років)   | 32   | 0    | Портленд Тімберз          |
| 16 | ПЗ   | Вільдер Картахена    | 23 вересня 1994 (вік 29 років)  | 33   | 0    | Орландо Сіті              |
| 17 | ЗХ   | Луїс Адвінкула       | 2 березня 1990 (вік 34 роки)    | 118  | 2    | Бока Хуніорс              |
| 18 | НП   | Андре Каррільйо      | 14 червня 1991 (вік 33 роки)    | 99   | 11   | Аль-Кадісія (Ель-Хубар)   |
| 19 | ЗХ   | Олівер Сонне         | 10 листопада 2000 (вік 23 роки) | 3    | 0    | Сількеборг                |
| 20 | НП   | Едісон Флорес        | 15 травня 1994 (вік 30 років)   | 73   | 16   | Універсітаріо де Депортес |
| 21 | ВР   | Дієго Ромеро         | 17 серпня 2001 (вік 22 роки)    | 0    | 0    | Універсітаріо де Депортес |
| 22 | ЗХ   | Александер Кальєнс   | 4 травня 1992 (вік 32 роки)     | 41   | 1    | АЕК (Афіни)               |
| 23 | ПЗ   | П'єро Кіспе          | 14 серпня 2001 (вік 22 роки)    | 6    | 1    | УНАМ Пумас                |
| 24 | НП   | Хосе Рівера Мартінес | 8 травня 1997 (вік 27 років)    | 3    | 0    | Універсітаріо де Депортес |
| 25 | НП   | Хоао Грімальдо       | 20 лютого 2003 (вік 21 рік)     | 7    | 1    | Спортінг Крістал          |
| 26 | НП   | Франко Санелатто     | 9 травня 2000 (вік 24 роки)     | 4    | 0    | Альянса Ліма              |

### Чилі
Чилі оголосила свій попередній список із 55 гравців 5 травня 2024 року. Остаточний склад із 26 гравців було оголошено 13 червня.
Головний тренер:  Рікардо Гарека
| №  | Поз. | Гравець                   | Дата народження (вік)            | Ігри | Голи | Клуб                       |
| -- | ---- | ------------------------- | -------------------------------- | ---- | ---- | -------------------------- |
| 1  | ВР   | Клаудіо Браво ()          | 13 квітня 1983 (вік 41 рік)      | 148  | 0    | Реал Бетіс                 |
| 2  | ЗХ   | Габріель Суасо            | 9 серпня 1997 (вік 26 років)     | 25   | 0    | Тулуза                     |
| 3  | ЗХ   | Гільєрмо Маріпан          | 6 травня 1994 (вік 30 років)     | 47   | 2    | Монако                     |
| 4  | ЗХ   | Маурісіо Ісла             | 12 червня 1988 (вік 36 років)    | 139  | 5    | Індепендьєнте (Авельянеда) |
| 5  | ЗХ   | Пауло Діас                | 25 серпня 1994 (вік 29 років)    | 46   | 1    | Рівер Плейт                |
| 6  | ЗХ   | Томас Гальдамес           | 20 листопада 1998 (вік 25 років) | 0    | 0    | Годой-Крус                 |
| 7  | ПЗ   | Марселіно Нуньєс          | 1 березня 2000 (вік 24 роки)     | 25   | 5    | Норвіч Сіті                |
| 8  | НП   | Даріо Осоріо              | 24 січня 2004 (вік 20 років)     | 8    | 1    | Мідтьюлланн                |
| 9  | НП   | Віктор Давіла             | 4 листопада 1997 (вік 26 років)  | 11   | 3    | ЦСКА (Москва)              |
| 10 | НП   | Алексіс Санчес            | 19 грудня 1988 (вік 35 років)    | 163  | 51   | Інтернаціонале             |
| 11 | НП   | Едуардо Варгас            | 20 листопада 1989 (вік 34 роки)  | 109  | 42   | Атлетіку Мінейру           |
| 12 | ВР   | Габріель Аріас            | 13 вересня 1987 (вік 36 років)   | 16   | 0    | Расінг (Авельянеда)        |
| 13 | ПЗ   | Ерік Пульгар              | 15 січня 1994 (вік 30 років)     | 49   | 4    | Фламенгу                   |
| 14 | НП   | Крістіан Савала           | 3 серпня 1999 (вік 24 роки)      | 3    | 0    | Коло-Коло                  |
| 15 | ПЗ   | Дієго Вальдес             | 30 січня 1994 (вік 30 років)     | 31   | 2    | Клуб Америка (Мехіко)      |
| 16 | ЗХ   | Ігор Ліхновскі            | 7 березня 1994 (вік 30 років)    | 10   | 0    | Клуб Америка (Мехіко)      |
| 17 | ПЗ   | Естебан Павес             | 1 травня 1990 (вік 34 роки)      | 13   | 0    | Коло-Коло                  |
| 18 | ПЗ   | Родріго Ечеверрія         | 17 квітня 1995 (вік 29 років)    | 11   | 1    | Уракан                     |
| 19 | НП   | Маркос Боладос            | 28 лютого 1996 (вік 28 років)    | 7    | 2    | Коло-Коло                  |
| 20 | НП   | Максіміліано Герреро      | 15 січня 2000 (вік 24 роки)      | 1    | 0    | Універсідад де Чилі        |
| 21 | ЗХ   | Матіас Каталан            | 19 серпня 1992 (вік 31 рік)      | 7    | 0    | Тальєрес (Кордова)         |
| 22 | НП   | Бен Бреретон Діас         | 18 квітня 1999 (вік 25 років)    | 30   | 7    | Шеффілд Юнайтед            |
| 23 | ВР   | Браян Кортес              | 11 березня 1995 (вік 29 років)   | 16   | 0    | Коло-Коло                  |
| 24 | ПЗ   | Сесар Перес               | 29 листопада 2002 (вік 21 рік)   | 3    | 0    | Уніон Ла-Калера            |
| 25 | ЗХ   | Беньямін Кушчевич         | 2 травня 1996 (вік 28 років)     | 8    | 0    | Форталеза                  |
| 26 | ЗХ   | Ніколас Фернандес Муньйос | 3 серпня 1999 (вік 24 роки)      | 2    | 0    | Аудакс Італьяно            |

### Канада
Канада оголосила свій остаточний склад із 26 гравців 15 червня 2024 року. Джоел Вотерман замінив Джуніор Гойлетт, який був змушений опинитись поза фінальним складом через травму.
Головний тренер:  Джессі Марш
| №  | Поз. | Гравець             | Дата народження (вік)            | Ігри | Голи | Клуб                     |
| -- | ---- | ------------------- | -------------------------------- | ---- | ---- | ------------------------ |
| 1  | ВР   | Дейн Сент-Клер      | 9 травня 1997 (вік 27 років)     | 5    | 0    | Міннесота Юнайтед        |
| 2  | ЗХ   | Алістер Джонстон    | 8 жовтня 1998 (вік 25 років)     | 42   | 1    | Селтік                   |
| 3  | ЗХ   | Люк де Фужроль      | 12 жовтня 2005 (вік 18 років)    | 1    | 0    | Фулгем                   |
| 4  | ЗХ   | Камал Міллер        | 16 травня 1997 (вік 27 років)    | 43   | 0    | Портленд Тімберз         |
| 5  | ЗХ   | Джоел Вотерман      | 24 січня 1996 (вік 28 років)     | 3    | 0    | КФ Монреаль              |
| 6  | ПЗ   | Самюель П'єтт       | 12 листопада 1994 (вік 29 років) | 69   | 0    | КФ Монреаль              |
| 7  | ПЗ   | Стівен Еуштакіу     | 21 грудня 1996 (вік 27 років)    | 37   | 4    | Порту                    |
| 8  | ПЗ   | Ісмаель Коне        | 16 червня 2002 (вік 22 роки)     | 19   | 2    | Вотфорд                  |
| 9  | НП   | Кайл Ларін          | 17 квітня 1995 (вік 29 років)    | 68   | 29   | Мальорка                 |
| 10 | НП   | Джонатан Девід      | 14 січня 2000 (вік 24 роки)      | 48   | 26   | Лілль                    |
| 11 | НП   | Тео Бейр            | 27 серпня 1999 (вік 24 роки)     | 2    | 1    | Мотервелл                |
| 12 | НП   | Джейсен Рассел-Роу  | 13 вересня 2002 (вік 21 рік)     | 5    | 0    | Коламбус Крю             |
| 13 | ЗХ   | Дерек Корнеліус     | 25 листопада 1997 (вік 26 років) | 20   | 0    | Мальме                   |
| 14 | НП   | Джейкоб Шаффельбург | 26 листопада 1999 (вік 24 роки)  | 10   | 2    | Нашвілл                  |
| 15 | ЗХ   | Моїз Бомбіто        | 30 березня 2000 (вік 24 роки)    | 6    | 0    | Колорадо Репідз          |
| 16 | ВР   | Максим Крепо        | 11 травня 1994 (вік 30 років)    | 17   | 0    | Портленд Тімберз         |
| 17 | НП   | Тейджон Б'юкенен    | 8 лютого 1999 (вік 25 років)     | 38   | 4    | Інтернаціонале           |
| 18 | ВР   | Том Макгілл         | 25 березня 2000 (вік 24 роки)    | 0    | 0    | Брайтон енд Гоув Альбіон |
| 19 | ЗХ   | Альфонсо Дейвіс ()  | 2 листопада 2000 (вік 23 роки)   | 47   | 15   | Баварія (Мюнхен)         |
| 20 | ПЗ   | Алі Ахмед           | 10 жовтня 2000 (вік 23 роки)     | 4    | 0    | Ванкувер Вайткепс        |
| 21 | ПЗ   | Джонатан Осоріо     | 12 червня 1992 (вік 32 роки)     | 72   | 9    | Торонто                  |
| 22 | ЗХ   | Річі Ларея          | 7 січня 1995 (вік 29 років)      | 49   | 1    | Торонто                  |
| 23 | НП   | Ліам Міллар         | 27 вересня 1999 (вік 24 роки)    | 26   | 1    | Престон Норт-Енд         |
| 24 | ПЗ   | Матьє Шуаньєр       | 7 лютого 1999 (вік 25 років)     | 3    | 0    | КФ Монреаль              |
| 25 | НП   | Тані Олувасеї       | 15 травня 2000 (вік 24 роки)     | 1    | 0    | Міннесота Юнайтед        |
| 26 | ЗХ   | Кайл Гіберт         | 30 липня 1997 (вік 26 років)     | 2    | 0    | Сент-Луїс Сіті           |

## Група B

### Мексика
Мексика оголосила скорочений попередній список із 31 гравця 10 травня 2024 року. 11 червня Мексика оголосила остаточний список.
Головний тренер: Хайме Лосано
| №  | Поз. | Гравець                  | Дата народження (вік)            | Ігри | Голи | Клуб                  |
| -- | ---- | ------------------------ | -------------------------------- | ---- | ---- | --------------------- |
| 1  | ВР   | Хуліо Гонсалес           | 23 квітня 1991 (вік 33 роки)     | 2    | 0    | УНАМ Пумас            |
| 2  | ЗХ   | Хорхе Санчес             | 10 грудня 1997 (вік 26 років)    | 41   | 1    | Порту                 |
| 3  | ЗХ   | Сесар Монтес             | 24 лютого 1997 (вік 27 років)    | 44   | 1    | Альмерія              |
| 4  | ПЗ   | Едсон Альварес ()        | 24 жовтня 1997 (вік 26 років)    | 78   | 5    | Вест Гем Юнайтед      |
| 5  | ЗХ   | Хоан Васкес              | 22 жовтня 1998 (вік 25 років)    | 23   | 1    | Дженоа                |
| 6  | ЗХ   | Герардо Артеага          | 7 вересня 1998 (вік 25 років)    | 24   | 1    | Монтеррей             |
| 7  | ПЗ   | Луїс Ромо                | 5 червня 1995 (вік 29 років)     | 46   | 3    | Монтеррей             |
| 8  | ПЗ   | Карлос Альберто Родрігес | 3 січня 1997 (вік 27 років)      | 50   | 0    | Крус Асуль            |
| 9  | НП   | Хуліан Кіньйонес         | 24 березня 1997 (вік 27 років)   | 5    | 2    | Клуб Америка (Мехіко) |
| 10 | НП   | Алексіс Вега             | 25 листопада 1997 (вік 26 років) | 29   | 6    | Толука                |
| 11 | НП   | Сантьяго Хіменес         | 18 квітня 2001 (вік 23 роки)     | 27   | 4    | Феєнорд               |
| 12 | ВР   | Карлос Асеведо           | 19 квітня 1996 (вік 28 років)    | 6    | 0    | Сантос Лагуна         |
| 13 | ЗХ   | Хесус Ороско             | 19 лютого 2002 (вік 22 роки)     | 3    | 0    | Гвадалахара           |
| 14 | ПЗ   | Ерік Санчес              | 27 вересня 1999 (вік 24 роки)    | 27   | 3    | Пачука                |
| 15 | НП   | Уріель Антуна            | 21 серпня 1997 (вік 26 років)    | 61   | 13   | Крус Асуль            |
| 16 | ПЗ   | Хорді Кортісо            | 30 червня 1996 (вік 27 років)    | 4    | 0    | Монтеррей             |
| 17 | ПЗ   | Орбелін Пінеда           | 24 березня 1996 (вік 28 років)   | 70   | 10   | АЕК (Афіни)           |
| 18 | НП   | Марсело Флорес           | 1 жовтня 2003 (вік 20 років)     | 3    | 0    | УАНЛ Тигрес           |
| 19 | ЗХ   | Ісраель Реєс             | 23 травня 2000 (вік 24 роки)     | 15   | 2    | Клуб Америка (Мехіко) |
| 20 | ЗХ   | Браян Гарсія             | 31 жовтня 1997 (вік 26 років)    | 2    | 0    | Толука                |
| 21 | НП   | Сесар Уерта              | 3 грудня 2000 (вік 23 роки)      | 8    | 1    | УНАМ Пумас            |
| 22 | НП   | Гільєрмо Мартінес        | 15 березня 1995 (вік 29 років)   | 3    | 2    | УНАМ Пумас            |
| 23 | ВР   | Рауль Ранхель            | 25 лютого 2000 (вік 24 роки)     | 1    | 0    | Гвадалахара           |
| 24 | ПЗ   | Луїс Герардо Чавес       | 15 січня 1996 (вік 28 років)     | 31   | 4    | Динамо (Москва)       |
| 25 | ПЗ   | Роберто Альварадо        | 7 вересня 1998 (вік 25 років)    | 44   | 5    | Гвадалахара           |
| 26 | ЗХ   | Браян Гонсалес           | 10 квітня 2003 (вік 21 рік)      | 1    | 0    | Пачука                |

### Еквадор
Еквадор оголосив свій остаточний склад із 26 гравців 29 травня 2024 року.
Головний тренер:  Фелікс Санчес Бас
| №  | Поз. | Гравець             | Дата народження (вік)            | Ігри | Голи | Клуб                          |
| -- | ---- | ------------------- | -------------------------------- | ---- | ---- | ----------------------------- |
| 1  | ВР   | Ернан Галіндес      | 30 березня 1987 (вік 37 років)   | 19   | 0    | Уракан                        |
| 2  | ЗХ   | Фелікс Торрес       | 11 січня 1997 (вік 27 років)     | 33   | 5    | Корінтіанс                    |
| 3  | ЗХ   | П'єро Інкап'є       | 9 січня 2002 (вік 22 роки)       | 33   | 2    | Баєр 04                       |
| 4  | ЗХ   | Хоель Ордоньєс      | 21 квітня 2004 (вік 20 років)    | 2    | 0    | Брюгге                        |
| 5  | ПЗ   | Хосе Сіфуентес      | 12 березня 1999 (вік 25 років)   | 21   | 0    | Крузейро                      |
| 6  | ЗХ   | Вільям Пачо         | 16 жовтня 2001 (вік 22 роки)     | 12   | 2    | Айнтрахт (Франкфурт-на-Майні) |
| 7  | ЗХ   | Лаян Лор            | 23 травня 2001 (вік 23 роки)     | 1    | 0    | Універсідад Католіка (Кіто)   |
| 8  | ПЗ   | Карлос Груесо       | 19 квітня 1995 (вік 29 років)    | 59   | 1    | Сан-Хосе Ерсквейкс            |
| 9  | ПЗ   | Джон Єбоа           | 23 червня 2000 (вік 23 роки)     | 3    | 2    | Ракув                         |
| 10 | ПЗ   | Кендрі Паес         | 4 травня 2007 (вік 17 років)     | 9    | 1    | Індепендьєнте дель Вальє      |
| 11 | НП   | Кевін Родрігес      | 4 березня 2000 (вік 24 роки)     | 13   | 1    | Юніон Сент-Жилуаз             |
| 12 | ВР   | Веллінгтон Рамірес  | 9 вересня 2000 (вік 23 роки)     | 6    | 0    | Індепендьєнте дель Вальє      |
| 13 | НП   | Еннер Валенсія ()   | 4 листопада 1989 (вік 34 роки)   | 86   | 41   | Інтернасьйонал                |
| 14 | ПЗ   | Алан Мінда          | 14 травня 2003 (вік 21 рік)      | 4    | 0    | Серкль (Брюгге)               |
| 15 | ПЗ   | Анхель Мена         | 21 січня 1988 (вік 36 років)     | 59   | 8    | Леон                          |
| 16 | ПЗ   | Херемі Сарм'єнто    | 16 червня 2002 (вік 22 роки)     | 17   | 1    | Іпсвіч Таун                   |
| 17 | ЗХ   | Анхело Пресіадо     | 18 лютого 1998 (вік 26 років)    | 39   | 0    | Спарта (Прага)                |
| 18 | ПЗ   | Жуан Ортіс          | 1 травня 1996 (вік 28 років)     | 9    | 0    | Індепендьєнте дель Вальє      |
| 19 | НП   | Хорді Кайседо       | 18 листопада 1997 (вік 26 років) | 14   | 3    | Атлас (Гвадалахара)           |
| 20 | ПЗ   | Ханнер Коросо       | 8 вересня 1995 (вік 28 років)    | 4    | 1    | Барселона (Гуаякіль)          |
| 21 | ПЗ   | Алан Франко         | 21 серпня 1998 (вік 25 років)    | 36   | 1    | Атлетіку Мінейру              |
| 22 | ВР   | Александер Домінгес | 5 червня 1987 (вік 37 років)     | 74   | 0    | ЛДУ Кіто                      |
| 23 | ПЗ   | Мойсес Кайседо      | 2 листопада 2001 (вік 22 роки)   | 42   | 3    | Челсі                         |
| 24 | ЗХ   | Хосе Уртадо         | 23 грудня 2001 (вік 22 роки)     | 8    | 0    | Ред Булл Брагантіно           |
| 25 | ЗХ   | Джексон Поросо      | 4 серпня 2000 (вік 23 роки)      | 8    | 0    | Касимпаша                     |
| 26 | ЗХ   | Андрес Мікольта     | 6 липня 1999 (вік 24 роки)       | 1    | 0    | Пачука                        |

### Венесуела
Венесуела оголосила попередній список із 47 гравців 13 травня 2024 року 28 травня попередній список було скорочено до 30 гравців. Остаточний склад із 26 гравців було оголошено 15 червня.
Головний тренер:  Фернандо Батіста
| №  | Поз. | Гравець              | Дата народження (вік)            | Ігри | Голи | Клуб                        |
| -- | ---- | -------------------- | -------------------------------- | ---- | ---- | --------------------------- |
| 1  | ВР   | Хоель Гратероль      | 13 лютого 1997 (вік 27 років)    | 12   | 0    | Америка де Калі             |
| 2  | ЗХ   | Науель Ферраресі     | 19 листопада 1998 (вік 25 років) | 25   | 1    | Сан-Паулу                   |
| 3  | ЗХ   | Йордан Осоріо        | 10 травня 1994 (вік 30 років)    | 29   | 0    | Парма                       |
| 4  | ЗХ   | Хон Арамбуру         | 23 липня 2002 (вік 21 рік)       | 3    | 0    | Реал Сосьєдад               |
| 5  | ЗХ   | Джон Ченселлор       | 2 січня 1992 (вік 32 роки)       | 37   | 3    | Метрополітанос              |
| 6  | ПЗ   | Янхель Еррера        | 7 січня 1998 (вік 26 років)      | 34   | 3    | Жирона                      |
| 7  | ПЗ   | Джефферсон Саваріно  | 11 листопада 1996 (вік 27 років) | 38   | 3    | Ботафогу (Ріо-де-Жанейро)   |
| 8  | ПЗ   | Томас Рінкон ()      | 13 січня 1988 (вік 36 років)     | 132  | 1    | Сантус                      |
| 9  | НП   | Джондер Кадіс        | 29 липня 1995 (вік 28 років)     | 7    | 0    | Фамалікан                   |
| 10 | ПЗ   | Єферсон Сотельдо     | 30 червня 1997 (вік 26 років)    | 38   | 4    | Греміо (Порту-Алегрі)       |
| 11 | ПЗ   | Дарвін Мачіс         | 7 лютого 1993 (вік 31 рік)       | 45   | 11   | Кадіс                       |
| 12 | ВР   | Хосе Контрерас       | 20 жовтня 1994 (вік 29 років)    | 6    | 0    | Агілас Дорадос              |
| 13 | ПЗ   | Хосе Андрес Мартінес | 7 вересня 1994 (вік 29 років)    | 28   | 0    | Філадельфія Юніон           |
| 14 | ЗХ   | Крістіан Макун       | 5 березня 2000 (вік 24 роки)     | 10   | 0    | Анортосіс                   |
| 15 | ЗХ   | Мігель Наварро       | 26 лютого 1999 (вік 25 років)    | 11   | 0    | Talleres                    |
| 16 | ПЗ   | Теласко Сеговія      | 2 квітня 2003 (вік 21 рік)       | 2    | 0    | Каза Піа                    |
| 17 | ПЗ   | Матіас Лакава        | 24 жовтня 2002 (вік 21 рік)      | 0    | 0    | Візела                      |
| 18 | ПЗ   | Крістіан Кассерес    | 20 січня 2000 (вік 24 роки)      | 28   | 0    | Тулуза                      |
| 19 | НП   | Ерік Рамірес         | 20 листопада 1998 (вік 25 років) | 9    | 1    | Атлетіко Насьйональ         |
| 20 | ЗХ   | Вількер Анхель       | 18 березня 1993 (вік 31 рік)     | 36   | 2    | Крісіума                    |
| 21 | ЗХ   | Александер Гонсалес  | 13 листопада 1992 (вік 31 рік)   | 68   | 2    | Емелек                      |
| 22 | ВР   | Рафаель Ромо         | 25 лютого 1990 (вік 34 роки)     | 20   | 0    | Універсідад Католіка (Кіто) |
| 23 | НП   | Саломон Рондон       | 16 вересня 1989 (вік 34 роки)    | 104  | 41   | Пачука                      |
| 24 | ПЗ   | Кервін Андраде       | 13 квітня 2005 (вік 19 років)    | 1    | 0    | Форталеза                   |
| 25 | ПЗ   | Едуард Бельо         | 20 серпня 1995 (вік 28 років)    | 14   | 2    | Масатлан                    |
| 26 | ПЗ   | Даніель Перейра      | 14 липня 2000 (вік 23 роки)      | 4    | 0    | Остін                       |

### Ямайка
Ямайка оголосила остаточний склад із 26 гравців, включаючи форварда Леона Бейлі. Однак Бейлі відмовився від виклику через розбіжності з Федерацією футболу Ямайки, скоротивши склад збірної до 25 гравців.
Головний тренер:  Геймір Гадльгрімссон
| №  | Поз. | Гравець             | Дата народження (вік)           | Ігри | Голи | Клуб               |
| -- | ---- | ------------------- | ------------------------------- | ---- | ---- | ------------------ |
| 1  | ВР   | Шакуан Девіс        | 11 листопада 2000 (вік 23 роки) | 0    | 0    | Маунт-Плезант      |
| 2  | ЗХ   | Декстер Лембікіса   | 4 листопада 2003 (вік 20 років) | 17   | 1    | Гарт оф Мідлотіан  |
| 3  | ЗХ   | Майкл Гектор        | 19 липня 1992 (вік 31 рік)      | 40   | 0    | Чарльтон Атлетік   |
| 4  | ЗХ   | Річард Кінг         | 27 листопада 2001 (вік 22 роки) | 17   | 0    | Кавальєр           |
| 5  | ЗХ   | Ітан Піннок         | 29 травня 1993 (вік 31 рік)     | 10   | 0    | Брентфорд          |
| 6  | ЗХ   | Ді'Шон Бернард      | 14 жовтня 2000 (вік 23 роки)    | 15   | 1    | Шеффілд Венсдей    |
| 7  | НП   | Демарай Грей        | 28 червня 1996 (вік 27 років)   | 11   | 5    | Аль-Іттіфак        |
| 8  | НП   | Кагім Діксон        | 4 жовтня 2004 (вік 19 років)    | 3    | 1    | Арнетт Гарденс     |
| 9  | НП   | Майкл Антоніо       | 28 березня 1990 (вік 34 роки)   | 15   | 3    | Вест Гем Юнайтед   |
| 10 | ПЗ   | Боббі Декордова-Рід | 2 лютого 1993 (вік 31 рік)      | 31   | 6    | Фулгем             |
| 11 | НП   | Шамар Ніколсон      | 16 лютого 1997 (вік 27 років)   | 47   | 19   | Клермон            |
| 12 | ЗХ   | Вес Гардінг         | 20 жовтня 1996 (вік 27 років)   | 2    | 0    | Міллволл           |
| 13 | ВР   | Коная Бойс-Кларк    | 1 березня 2003 (вік 21 рік)     | 1    | 0    | Редінг             |
| 14 | ПЗ   | Кейсі Палмер        | 9 листопада 1996 (вік 27 років) | 6    | 0    | Ковентрі Сіті      |
| 15 | ПЗ   | Джоел Латібодієр    | 6 січня 2000 (вік 24 роки)      | 14   | 0    | Ковентрі Сіті      |
| 16 | ПЗ   | Керой Андерсон      | 1 жовтня 2004 (вік 19 років)    | 6    | 0    | Чарльтон Атлетік   |
| 17 | ЗХ   | Деміон Лоу          | 5 травня 1993 (вік 31 рік)      | 61   | 3    | Філадельфія Юніон  |
| 18 | ПЗ   | Алекс Маршалл       | 24 лютого 1998 (вік 26 років)   | 14   | 0    | Портмор Юнайтед    |
| 19 | ПЗ   | Кевон Ламберт       | 22 березня 1997 (вік 27 років)  | 27   | 0    | Сан-Антоніо        |
| 20 | НП   | Реналдо Сефас       | 8 грудня 1999 (вік 24 роки)     | 5    | 0    | Анкарагюджю        |
| 21 | ЗХ   | Джон Белл           | 26 серпня 1997 (вік 26 років)   | 1    | 0    | Сіетл Саундерз     |
| 22 | ЗХ   | Грег Лі             | 30 вересня 1994 (вік 29 років)  | 16   | 1    | Оксфорд Юнайтед    |
| 23 | ВР   | Джамалі Вейт        | 24 грудня 1998 (вік 25 років)   | 10   | 0    | Ель-Пасо Локомотив |
| 24 | ВР   | Андре Блейк ()      | 21 листопада 1990 (вік 33 роки) | 72   | 0    | Філадельфія Юніон  |
| 25 | ЗХ   | Амарі'і Белл        | 5 травня 1994 (вік 30 років)    | 16   | 1    | Лутон Таун         |

## Група C

### США
The США оголосили остаточний склад із 26 гравців 14 червня 2024 року.
Головний тренер: Грегг Берголтер
| №  | Поз. | Гравець               | Дата народження (вік)           | Ігри | Голи | Клуб                     |
| -- | ---- | --------------------- | ------------------------------- | ---- | ---- | ------------------------ |
| 1  | ВР   | Метт Тернер           | 24 червня 1994 (вік 29 років)   | 41   | 0    | Ноттінгем Форест         |
| 2  | ЗХ   | Камерон Картер-Вікерс | 31 грудня 1997 (вік 26 років)   | 17   | 0    | Селтік                   |
| 3  | ЗХ   | Кріс Річардс          | 28 березня 2000 (вік 24 роки)   | 18   | 1    | Крістал Пелес            |
| 4  | ПЗ   | Тайлер Адамс          | 14 лютого 1999 (вік 25 років)   | 39   | 2    | Борнмут                  |
| 5  | ЗХ   | Ентоні Робінсон       | 8 серпня 1997 (вік 26 років)    | 43   | 4    | Фулгем                   |
| 6  | ПЗ   | Юнус Муса             | 29 листопада 2002 (вік 21 рік)  | 37   | 0    | Мілан                    |
| 7  | ПЗ   | Джованні Рейна        | 13 листопада 2002 (вік 21 рік)  | 28   | 8    | Ноттінгем Форест         |
| 8  | ПЗ   | Вестон Маккенні       | 28 серпня 1998 (вік 25 років)   | 53   | 11   | Ювентус                  |
| 9  | НП   | Рікардо Пепі          | 9 січня 2003 (вік 21 рік)       | 25   | 10   | ПСВ                      |
| 10 | НП   | Крістіан Пулишич ()   | 18 вересня 1998 (вік 25 років)  | 68   | 29   | Мілан                    |
| 11 | ПЗ   | Бренден Ааронсон      | 22 жовтня 2000 (вік 23 роки)    | 41   | 8    | уніон (Берлін)           |
| 12 | ЗХ   | Майлз Робінсон        | 14 березня 1997 (вік 27 років)  | 29   | 3    | Цинциннаті               |
| 13 | ЗХ   | Тім Рім               | 5 жовтня 1987 (вік 36 років)    | 58   | 1    | Фулгем                   |
| 14 | ПЗ   | Лука де ла Торре      | 23 травня 1998 (вік 26 років)   | 21   | 0    | Сельта                   |
| 15 | ПЗ   | Джонні Кардозо        | 20 вересня 2001 (вік 22 роки)   | 13   | 0    | Реал Бетіс               |
| 16 | ЗХ   | Шак Мур               | 2 листопада 1996 (вік 27 років) | 19   | 1    | Нашвілл (МЛС)            |
| 17 | ПЗ   | Малік Тілльман        | 28 травня 2002 (вік 22 роки)    | 11   | 0    | ПСВ                      |
| 18 | ВР   | Ітан Горват           | 9 червня 1995 (вік 29 років)    | 9    | 0    | Кардіфф Сіті             |
| 19 | НП   | Хаджі Райт            | 27 березня 1998 (вік 26 років)  | 10   | 4    | Ковентрі Сіті            |
| 20 | НП   | Фоларін Балогун       | 3 липня 2001 (вік 22 роки)      | 12   | 3    | Монако                   |
| 21 | НП   | Тімоті Веа            | 22 лютого 2000 (вік 24 роки)    | 39   | 6    | Ювентус                  |
| 22 | ЗХ   | Джо Скаллі            | 31 грудня 2002 (вік 21 рік)     | 11   | 0    | Боруссія (Менхенгладбах) |
| 23 | ЗХ   | Крістоффер Лунд       | 14 травня 2002 (вік 22 роки)    | 3    | 0    | Палермо                  |
| 24 | ЗХ   | Марк Маккензі         | 25 лютого 1999 (вік 25 років)   | 13   | 0    | Генк                     |
| 25 | ВР   | Шон Джонсон           | 31 травня 1989 (вік 35 років)   | 13   | 0    | Торонто                  |
| 26 | НП   | Джош Сарджент         | 20 лютого 2000 (вік 24 роки)    | 23   | 5    | Норвіч Сіті              |

### Уругвай
Уругва оголосив свій остаточний склад із 26 гравців 8 червня 2024 року.
Головний тренер:  Марсело Б'єлса
| №  | Поз. | Гравець                 | Дата народження (вік)           | Ігри | Голи | Клуб                  |
| -- | ---- | ----------------------- | ------------------------------- | ---- | ---- | --------------------- |
| 1  | ВР   | Серхіо Рочет            | 23 березня 1993 (вік 31 рік)    | 19   | 0    | Інтернасьйонал        |
| 2  | ЗХ   | Хосе Марія Хіменес      | 20 січня 1995 (вік 29 років)    | 84   | 8    | Атлетіко (Мадрид)     |
| 3  | ЗХ   | Себастьян Касерес       | 18 серпня 1999 (вік 24 роки)    | 12   | 0    | Клуб Америка (Мехіко) |
| 4  | ЗХ   | Рональд Араухо          | 7 березня 1999 (вік 25 років)   | 16   | 1    | Барселона             |
| 5  | ПЗ   | Мануель Угарте          | 11 квітня 2001 (вік 23 роки)    | 16   | 0    | Парі Сен-Жермен       |
| 6  | ПЗ   | Родріго Бентанкур       | 25 червня 1997 (вік 26 років)   | 59   | 1    | Тоттенгем Готспур     |
| 7  | ПЗ   | Ніколас де ла Крус      | 1 червня 1997 (вік 27 років)    | 26   | 5    | Фламенгу              |
| 8  | ПЗ   | Наїтан Нандес           | 28 грудня 1995 (вік 28 років)   | 56   | 0    | Кальярі               |
| 9  | НП   | Луїс Альберто Суарес () | 24 січня 1987 (вік 37 років)    | 138  | 68   | Інтер (Маямі)         |
| 10 | ПЗ   | Джорджіан Де Арраскаета | 1 червня 1994 (вік 30 років)    | 46   | 10   | Фламенгу              |
| 11 | НП   | Факундо Пельїстрі       | 20 грудня 2001 (вік 22 роки)    | 20   | 1    | Гранада               |
| 12 | ВР   | Франко Ісраель          | 22 квітня 2000 (вік 24 роки)    | 2    | 0    | Спортінг (Лісабон)    |
| 13 | ЗХ   | Гільєрмо Варела         | 24 березня 1993 (вік 31 рік)    | 15   | 0    | Фламенгу              |
| 14 | НП   | Агустін Каноббіо        | 1 жовтня 1998 (вік 25 років)    | 12   | 1    | Атлетіку Паранаенсі   |
| 15 | ПЗ   | Федеріко Вальверде      | 22 липня 1998 (вік 25 років)    | 56   | 6    | Реал Мадрид           |
| 16 | ЗХ   | Матіас Олівера          | 31 жовтня 1997 (вік 26 років)   | 18   | 1    | Наполі                |
| 17 | ЗХ   | Матіас Вінья            | 9 листопада 1997 (вік 26 років) | 36   | 0    | Фламенгу              |
| 18 | НП   | Браян Родрігес          | 20 травня 2000 (вік 24 роки)    | 23   | 4    | Клуб Америка (Мехіко) |
| 19 | НП   | Дарвін Нуньєс           | 24 червня 1999 (вік 24 роки)    | 23   | 11   | Ліверпуль             |
| 20 | НП   | Максіміліано Араухо     | 15 лютого 2000 (вік 24 роки)    | 8    | 1    | Толука                |
| 21 | ПЗ   | Еміліано Мартінес       | 17 серпня 1999 (вік 24 роки)    | 2    | 0    | Мідтьюлланн           |
| 22 | ЗХ   | Ніколас Маричаль        | 17 березня 2001 (вік 23 роки)   | 1    | 0    | Динамо (Москва)       |
| 23 | ВР   | Сантьяго Меле           | 6 вересня 1997 (вік 26 років)   | 4    | 0    | Хуніор де Барранкілья |
| 24 | ЗХ   | Лукас Оласа             | 21 липня 1994 (вік 29 років)    | 3    | 0    | Краснодар             |
| 25 | НП   | Крістіан Олівера        | 17 квітня 2002 (вік 22 роки)    | 3    | 0    | Лос-Анджелес          |
| 26 | НП   | Браян Окампо            | 25 червня 1999 (вік 24 роки)    | 1    | 0    | Кадіс                 |

### Панама
Панама оголосила свій остаточний склад із 26 гравців 14 червня 2024 року. 18 червня півзахисник Анібаль Годой був виключений через травму.
Головний тренер:  Томас Крістіансен
| №  | Поз. | Гравець                | Дата народження (вік)            | Ігри | Голи | Клуб                        |
| -- | ---- | ---------------------- | -------------------------------- | ---- | ---- | --------------------------- |
| 1  | ВР   | Луїс Мехія             | 16 березня 1991 (вік 33 роки)    | 51   | 0    | Насьйональ (Монтевідео)     |
| 2  | ЗХ   | Сесар Блекмен          | 2 квітня 1998 (вік 26 років)     | 20   | 0    | Слован (Братислава)         |
| 3  | ЗХ   | Хосе Кордоба           | 3 червня 2001 (вік 23 роки)      | 14   | 0    | Левські                     |
| 4  | ЗХ   | Едуардо Андерсон       | 31 січня 2001 (вік 23 роки)      | 6    | 0    | Депортіво Сапрісса          |
| 5  | ПЗ   | Абдіель Аярса          | 12 вересня 1992 (вік 31 рік)     | 27   | 4    | С'єнсіано                   |
| 6  | ПЗ   | Крістіан Мартінес      | 6 лютого 1997 (вік 27 років)     | 39   | 1    | Аль-Жандаль                 |
| 7  | ПЗ   | Хосе Луїс Родрігес     | 19 червня 1998 (вік 26 років)    | 47   | 6    | Famalicão                   |
| 8  | ПЗ   | Адальберто Карраскілья | 28 листопада 1998 (вік 25 років) | 53   | 2    | Х'юстон Динамо              |
| 9  | НП   | Едуардо Герреро        | 21 лютого 2000 (вік 24 роки)     | 9    | 0    | Зоря (Луганськ)             |
| 10 | ПЗ   | Едгар Хоель Барсенас   | 23 жовтня 1993 (вік 30 років)    | 83   | 7    | Масатлан                    |
| 11 | НП   | Ісмаель Діас де Леон   | 12 травня 1997 (вік 27 років)    | 36   | 9    | Універсідад Католіка (Кіто) |
| 12 | ВР   | Сесар Самудіо          | 26 березня 1994 (вік 30 років)   | 3    | 0    | Марафон                     |
| 13 | ПЗ   | Фредді Гондола         | 18 вересня 1995 (вік 28 років)   | 18   | 1    | Маккабі Бней Рейне          |
| 14 | ПЗ   | Джовані Велч           | 7 грудня 1999 (вік 24 роки)      | 15   | 1    | Академіку (Візеу)           |
| 15 | ЗХ   | Ерік Девіс ()          | 31 березня 1991 (вік 33 роки)    | 87   | 7    | Кошиці                      |
| 16 | ЗХ   | Карлос Харві           | 3 лютого 2000 (вік 24 роки)      | 5    | 1    | Міннесота Юнайтед           |
| 17 | НП   | Хосе Фахардо           | 18 серпня 1993 (вік 30 років)    | 46   | 9    | Універсідад Католіка (Кіто) |
| 18 | ЗХ   | Омар Валенсія          | 8 червня 2004 (вік 20 років)     | 2    | 0    | Нью-Йорк Ред Буллз          |
| 19 | ЗХ   | Іван Андерсон          | 24 листопада 1997 (вік 26 років) | 11   | 1    | Форталеса Сіпакіра          |
| 21 | ПЗ   | Сесар Яніс             | 28 січня 1996 (вік 28 років)     | 44   | 3    | Сан-Карлос                  |
| 22 | ВР   | Орландо Москера        | 25 грудня 1994 (вік 29 років)    | 23   | 0    | Маккабі (Тель-Авів)         |
| 23 | ЗХ   | Мікаель Мурільйо       | 11 лютого 1996 (вік 28 років)    | 68   | 5    | Олімпік (Марсель)           |
| 24 | ЗХ   | Едгардо Фарінья        | 21 вересня 2001 (вік 22 роки)    | 3    | 0    | Municipal                   |
| 25 | ЗХ   | Родерік Міллер         | 3 квітня 1992 (вік 32 роки)      | 38   | 2    | Туран (Товуз)               |
| 26 | ПЗ   | Кахісер Леніс          | 23 липня 2000 (вік 23 роки)      | 3    | 2    | Хагуарес де Кордова         |

### Болівія
Болівія 2 червня 2024 року оголосила скорочений попередній список із 29 гравців плюс 2 запрошених. 3 червня захисник Ефрайн Моралес відмовився від виклику через особисті проблеми, і його замінив Сесар Ромеро. 9 червня було оголошено, що Мойсес Паніагуа не потрапить до команди через те, що один із його батьків не зміг отримати американську візу вчасно для змагань. Остаточний склад було оголошено 17 червня 2024 року.
Головний тренер:  Антоніо Карлос Заго
| №  | Поз. | Гравець                | Дата народження (вік)            | Ігри | Голи | Клуб                   |
| -- | ---- | ---------------------- | -------------------------------- | ---- | ---- | ---------------------- |
| 1  | ВР   | Карлос Лампе           | 17 березня 1987 (вік 37 років)   | 55   | 0    | Болівар                |
| 2  | ЗХ   | Хесус Сагредо          | 10 березня 1994 (вік 30 років)   | 9    | 0    | Болівар                |
| 3  | ЗХ   | Дієго Медіна           | 13 січня 2002 (вік 22 роки)      | 13   | 0    | Олвейс Реді            |
| 4  | ЗХ   | Луїс Акін ()           | 15 листопада 1997 (вік 26 років) | 34   | 1    | Понте-Прета            |
| 5  | ЗХ   | Адріан Хусіно          | 9 липня 1992 (вік 31 рік)        | 36   | 0    | Зе Стронгест           |
| 6  | ПЗ   | Леонель Хустіньяно     | 2 липня 1992 (вік 31 рік)        | 50   | 2    | Болівар                |
| 7  | ПЗ   | Мігель Терсерос        | 25 квітня 2004 (вік 20 років)    | 12   | 1    | Сантус                 |
| 8  | ПЗ   | Хауме Куельяр          | 23 серпня 2001 (вік 22 роки)     | 8    | 0    | Барселона              |
| 9  | НП   | Сесар Меначо           | 9 серпня 1999 (вік 24 роки)      | 4    | 0    | Блумінг                |
| 10 | ПЗ   | Раміро Вака            | 1 липня 1999 (вік 24 роки)       | 34   | 4    | Болівар                |
| 11 | НП   | Кармело Альгараньяс    | 27 січня 1996 (вік 28 років)     | 23   | 2    | Болівар                |
| 12 | ВР   | Густаво Альмада        | 29 квітня 1994 (вік 30 років)    | 0    | 0    | Универсітаріо де Вінто |
| 13 | ПЗ   | Лукас Чавес            | 17 квітня 2003 (вік 21 рік)      | 3    | 0    | Болівар                |
| 14 | ПЗ   | Робсон Томе            | 18 травня 2002 (вік 22 роки)     | 2    | 0    | Олвейс Реді            |
| 15 | ПЗ   | Габріель Вільяміль     | 28 червня 2001 (вік 22 роки)     | 17   | 0    | ЛДУ Кіто               |
| 16 | ПЗ   | Борис Сеспедес         | 19 червня 1995 (вік 29 років)    | 17   | 1    | Івердон Спорт          |
| 17 | ЗХ   | Роберто Фернандес Торо | 12 липня 1999 (вік 24 роки)      | 35   | 1    | Балтика                |
| 18 | ПЗ   | Родріго Рамальйо       | 14 жовтня 1990 (вік 33 роки)     | 40   | 7    | Зе Стронгест           |
| 19 | НП   | Бруно Міранда          | 10 лютого 1998 (вік 26 років)    | 18   | 2    | Зе Стронгест           |
| 20 | ПЗ   | Фернандо Сауседо       | 15 березня 1990 (вік 34 роки)    | 24   | 1    | Болівар                |
| 21 | ЗХ   | Хосе Сагредо           | 10 березня 1994 (вік 30 років)   | 54   | 1    | Болівар                |
| 22 | ПЗ   | Ектор Куельяр          | 16 серпня 2000 (вік 23 роки)     | 8    | 0    | Олвейс Реді            |
| 23 | ВР   | Гільєрмо Віскарра      | 7 лютого 1993 (вік 31 рік)       | 21   | 0    | Зе Стронгест           |
| 24 | ЗХ   | Марсело Суарес         | 29 серпня 2001 (вік 22 роки)     | 8    | 0    | Олвейс Реді            |
| 25 | ЗХ   | Йомар Роча             | 21 червня 2003 (вік 20 років)    | 3    | 0    | Болівар                |
| 26 | ПЗ   | Адалід Террасас        | 25 серпня 2000 (вік 23 роки)     | 0    | 0    | Олвейс Реді            |

## Група D

### Бразилія
Бразилія 10 травня 2024 року оголосила свій початковий остаточний склад із 23 гравців. Остаточний склад було завершено шляхом додавання трьох гравців після того, як КОНМЕБОЛ вирішив розширити остаточний список до 26 гравців. Крім того, через травму голкіпера Едерсона замінив Рафаел.
Головний тренер: Дорівал Жуніор
| №  | Поз. | Гравець            | Дата народження (вік)            | Ігри | Голи | Клуб                    |
| -- | ---- | ------------------ | -------------------------------- | ---- | ---- | ----------------------- |
| 1  | ВР   | Аліссон Беккер     | 2 жовтня 1992 (вік 31 рік)       | 65   | 0    | Ліверпуль               |
| 2  | ЗХ   | Даніло ()          | 15 липня 1991 (вік 32 роки)      | 57   | 1    | Ювентус                 |
| 3  | ЗХ   | Едер Мілітао       | 18 січня 1998 (вік 26 років)     | 31   | 2    | Реал Мадрид             |
| 4  | ЗХ   | Маркос Аоас Корреа | 14 травня 1994 (вік 30 років)    | 85   | 7    | Парі Сен-Жермен         |
| 5  | ПЗ   | Бруно Гімараес     | 16 листопада 1997 (вік 26 років) | 22   | 1    | Ньюкасл Юнайтед         |
| 6  | ЗХ   | Венделл            | 20 липня 1993 (вік 30 років)     | 3    | 0    | Порту                   |
| 7  | НП   | Вінісіус Жуніор    | 12 липня 2000 (вік 23 роки)      | 30   | 3    | Реал Мадрид             |
| 8  | ПЗ   | Лукас Пакета       | 27 серпня 1997 (вік 26 років)    | 46   | 10   | Вест Гем Юнайтед        |
| 9  | НП   | Ендрік Феліпе      | 21 липня 2006 (вік 17 років)     | 6    | 3    | Палмейрас               |
| 10 | НП   | Родріго Гоес       | 9 січня 2001 (вік 23 роки)       | 23   | 6    | Реал Мадрид             |
| 11 | НП   | Рафінья            | 14 грудня 1996 (вік 27 років)    | 23   | 6    | Барселона               |
| 12 | ВР   | Бенто              | 10 червня 1999 (вік 25 років)    | 2    | 0    | Атлетіку Паранаенсі     |
| 13 | ЗХ   | Ян Коуту           | 3 червня 2002 (вік 22 роки)      | 4    | 0    | Жирона                  |
| 14 | ЗХ   | Габріел            | 19 грудня 1997 (вік 26 років)    | 6    | 1    | Арсенал (Лондон)        |
| 15 | ПЗ   | Жуан Гомес         | 12 лютого 2001 (вік 23 роки)     | 4    | 0    | Вулвергемптон Вондерерз |
| 16 | ЗХ   | Гільєрме Арана     | 1 квітня 1997 (вік 27 років)     | 7    | 0    | Атлетіку Мінейру        |
| 17 | ЗХ   | Лукас Бералдо      | 24 листопада 2003 (вік 20 років) | 3    | 0    | Парі Сен-Жермен         |
| 18 | ПЗ   | Дуглас Луїс        | 9 травня 1998 (вік 26 років)     | 15   | 0    | Астон Вілла             |
| 19 | ПЗ   | Андреас Перейра    | 1 січня 1996 (вік 28 років)      | 5    | 1    | Фулгем                  |
| 20 | НП   | Савіо              | 10 квітня 2004 (вік 20 років)    | 3    | 0    | Жирона                  |
| 21 | НП   | Еванілсон          | 6 жовтня 1999 (вік 24 роки)      | 1    | 0    | Порту                   |
| 22 | НП   | Габріел Мартінеллі | 18 червня 2001 (вік 23 роки)     | 11   | 2    | Арсенал (Лондон)        |
| 23 | ВР   | Рафаел             | 23 червня 1989 (вік 34 роки)     | 0    | 0    | Сан-Паулу               |
| 24 | ПЗ   | Едерсон            | 7 липня 1999 (вік 24 роки)       | 1    | 0    | Аталанта                |
| 25 | ЗХ   | Глейсон Бремер     | 18 березня 1997 (вік 27 років)   | 5    | 0    | Ювентус                 |
| 26 | НП   | Пепе               | 24 лютого 1997 (вік 27 років)    | 2    | 0    | Порту                   |

### Колумбія
Колумбія 14 червня 2024 року оголосила свій остаточний склад із 26 гравців.
Головний тренер:  Нестор Лоренсо
| №  | Поз. | Гравець               | Дата народження (вік)            | Ігри | Голи | Клуб                |
| -- | ---- | --------------------- | -------------------------------- | ---- | ---- | ------------------- |
| 1  | ВР   | Давід Оспіна          | 31 серпня 1988 (вік 35 років)    | 128  | 0    | Ан-Наср (Ер-Ріяд)   |
| 2  | ЗХ   | Карлос Куеста         | 9 березня 1999 (вік 25 років)    | 14   | 0    | Генк                |
| 3  | ЗХ   | Джон Лукумі           | 26 червня 1998 (вік 25 років)    | 19   | 0    | Болонья             |
| 4  | ЗХ   | Сантьяго Аріас        | 13 січня 1992 (вік 32 роки)      | 57   | 0    | Баїя                |
| 5  | ПЗ   | Кевін Кастаньйо       | 29 вересня 2000 (вік 23 роки)    | 9    | 0    | Краснодар           |
| 6  | ПЗ   | Річард Ріос           | 2 червня 2000 (вік 24 роки)      | 7    | 1    | Палмейрас           |
| 7  | НП   | Луїс Діас             | 13 січня 1997 (вік 27 років)     | 49   | 12   | Ліверпуль           |
| 8  | ПЗ   | Хорхе Карраскаль      | 25 травня 1998 (вік 26 років)    | 14   | 2    | Динамо (Москва)     |
| 9  | НП   | Мігель Борха          | 26 січня 1993 (вік 31 рік)       | 28   | 8    | Рівер Плейт         |
| 10 | ПЗ   | Хамес Родрігес ()     | 12 липня 1991 (вік 32 роки)      | 100  | 27   | Сан-Паулу           |
| 11 | ПЗ   | Джон Аріас            | 21 вересня 1997 (вік 26 років)   | 15   | 3    | Флуміненсе          |
| 12 | ВР   | Каміло Варгас         | 9 березня 1989 (вік 35 років)    | 23   | 0    | Атлас (Гвадалахара) |
| 13 | ЗХ   | Єррі Міна             | 24 вересня 1994 (вік 29 років)   | 44   | 7    | Кальярі             |
| 14 | НП   | Джон Дуран            | 13 грудня 2003 (вік 20 років)    | 9    | 1    | Астон Вілла         |
| 15 | ПЗ   | Матеус Урібе          | 21 березня 1991 (вік 33 роки)    | 55   | 6    | Ас-Садд             |
| 16 | ПЗ   | Джефферсон Лерма      | 25 жовтня 1994 (вік 29 років)    | 43   | 1    | Крістал Пелес       |
| 17 | ЗХ   | Хоан Мохіка           | 21 серпня 1992 (вік 31 рік)      | 25   | 1    | Осасуна             |
| 18 | НП   | Луїс Сіністерра       | 17 червня 1999 (вік 25 років)    | 13   | 4    | Борнмут             |
| 19 | НП   | Рафаель Сантос Борре  | 15 вересня 1995 (вік 28 років)   | 33   | 6    | Інтернасьйонал      |
| 20 | ПЗ   | Хуан Кінтеро          | 18 січня 1993 (вік 31 рік)       | 35   | 4    | Расінг (Авельянеда) |
| 21 | ЗХ   | Даніель Муньйос       | 26 травня 1996 (вік 28 років)    | 27   | 1    | Крістал Пелес       |
| 22 | ПЗ   | Ясер Аспрілья         | 19 листопада 2003 (вік 20 років) | 5    | 2    | Вотфорд             |
| 23 | ЗХ   | Давінсон Санчес       | 12 червня 1996 (вік 28 років)    | 59   | 1    | Галатасарай         |
| 24 | НП   | Джон Кордоба          | 11 травня 1993 (вік 31 рік)      | 4    | 2    | Краснодар           |
| 25 | ВР   | Альваро Давід Монтеро | 29 березня 1995 (вік 29 років)   | 8    | 0    | Мільйонаріос        |
| 26 | ЗХ   | Дейвер Мачадо         | 2 вересня 1992 (вік 31 рік)      | 10   | 0    | Ланс                |

### Парагвай
Парагвай оголосив свій остаточний склад із 26 гравців 15 червня 2024 року.
Головний тренер:  Даніель Гарнеро
| №  | Поз. | Гравець                  | Дата народження (вік)           | Ігри | Голи | Клуб                     |
| -- | ---- | ------------------------ | ------------------------------- | ---- | ---- | ------------------------ |
| 1  | ВР   | Карлос Коронель          | 29 грудня 1996 (вік 27 років)   | 9    | 0    | Нью-Йорк Ред Буллз       |
| 2  | ЗХ   | Іван Рамірес             | 8 грудня 1994 (вік 29 років)    | 6    | 0    | Лібертад                 |
| 3  | ЗХ   | Омар Альдерете           | 26 грудня 1996 (вік 27 років)   | 17   | 0    | Хетафе                   |
| 4  | ЗХ   | Матіас Еспіноса          | 19 вересня 1997 (вік 26 років)  | 4    | 0    | Лібертад                 |
| 5  | ЗХ   | Фабіан Бальбуена         | 23 серпня 1991 (вік 32 роки)    | 39   | 2    | Динамо (Москва)          |
| 6  | ЗХ   | Хуніор Алонсо            | 9 лютого 1993 (вік 31 рік)      | 54   | 2    | Краснодар                |
| 7  | НП   | Дерліс Гонсалес          | 20 березня 1994 (вік 30 років)  | 51   | 9    | Олімпія (Асунсьйон)      |
| 8  | ПЗ   | Даміан Бобаділья         | 11 липня 2001 (вік 22 роки)     | 1    | 0    | Сан-Паулу                |
| 9  | НП   | Адам Барейро             | 26 липня 1996 (вік 27 років)    | 6    | 0    | Сан-Лоренсо де Альмагро  |
| 10 | ПЗ   | Мігель Альмірон          | 10 лютого 1994 (вік 30 років)   | 55   | 7    | Ньюкасл Юнайтед          |
| 11 | НП   | Анхель Ромеро            | 4 липня 1992 (вік 31 рік)       | 43   | 8    | Корінтіанс               |
| 12 | ВР   | Альфредо Агілар          | 18 липня 1988 (вік 35 років)    | 3    | 0    | Спортіво Лукеньйо        |
| 13 | ЗХ   | Нестор Хіменес           | 24 липня 1997 (вік 26 років)    | 2    | 0    | Лібертад                 |
| 14 | ПЗ   | Адріан Кубас             | 22 травня 1996 (вік 28 років)   | 19   | 0    | Ванкувер Вайткепс        |
| 15 | ЗХ   | Густаво Гомес ()         | 6 травня 1993 (вік 31 рік)      | 74   | 4    | Палмейрас                |
| 16 | ПЗ   | Матіас Рохас             | 3 листопада 1995 (вік 28 років) | 19   | 1    | Інтер (Маямі)            |
| 17 | ПЗ   | Алехандро Ромеро Гамарра | 11 січня 1995 (вік 29 років)    | 20   | 5    | Аль-Айн                  |
| 18 | НП   | Алекс Арсе               | 16 червня 1995 (вік 29 років)   | 3    | 0    | ЛДУ Кіто                 |
| 19 | НП   | Хуліо Енсісо             | 23 січня 2004 (вік 20 років)    | 14   | 0    | Брайтон енд Гоув Альбіон |
| 20 | ПЗ   | Річард Санчес            | 29 березня 1996 (вік 28 років)  | 34   | 1    | Клуб Америка (Мехіко)    |
| 21 | ПЗ   | Фабрісіо Перальта        | 2 серпня 2002 (вік 21 рік)      | 1    | 0    | Серро Портеньйо          |
| 22 | ВР   | Родріго Морініго         | 7 жовтня 1998 (вік 25 років)    | 0    | 0    | Лібертад                 |
| 23 | ПЗ   | Матіас Вільясанті        | 24 січня 1997 (вік 27 років)    | 37   | 0    | Греміо (Порту-Алегрі)    |
| 24 | НП   | Рамон Соса               | 31 серпня 1999 (вік 24 роки)    | 10   | 0    | Тальєрес (Кордова)       |
| 25 | ЗХ   | Густаво Веласкес         | 17 квітня 1991 (вік 33 роки)    | 2    | 1    | Ньюеллс Олд Бойз         |
| 26 | ПЗ   | Ернесто Кабальєро        | 9 квітня 1991 (вік 33 роки)     | 3    | 0    | Лібертад                 |

### Коста Рика
Коста Рика оголосила остаточний склад із 26 гравців 11 червня 2024 року.
Головний тренер:  Густаво Альфаро
| №  | Поз. | Гравець             | Дата народження (вік)          | Ігри | Голи | Клуб               |
| -- | ---- | ------------------- | ------------------------------ | ---- | ---- | ------------------ |
| 1  | ВР   | Кевін Чаморро       | 8 квітня 2000 (вік 24 роки)    | 11   | 0    | Депортіво Сапрісса |
| 2  | ЗХ   | Джеральд Тейлор     | 28 травня 2001 (вік 23 роки)   | 5    | 1    | Депортіво Сапрісса |
| 3  | ЗХ   | Джейленд Мітчелл    | 29 вересня 2004 (вік 19 років) | 4    | 0    | Алахуеленсе        |
| 4  | ЗХ   | Хуан Пабло Варгас   | 6 червня 1995 (вік 29 років)   | 22   | 3    | Мільйонаріос       |
| 5  | ЗХ   | Фернан Фаеррон      | 22 серпня 2000 (вік 23 роки)   | 2    | 0    | Ередіано           |
| 6  | ЗХ   | Хуліо Касканте      | 3 жовтня 1993 (вік 30 років)   | 8    | 1    | Остін              |
| 7  | НП   | Ентоні Контрерас    | 29 січня 2000 (вік 24 роки)    | 27   | 4    | Пафос              |
| 8  | ЗХ   | Джозеф Мора         | 15 січня 1993 (вік 31 рік)     | 9    | 0    | Депортіво Сапрісса |
| 9  | НП   | Манфред Угальде     | 25 травня 2002 (вік 22 роки)   | 10   | 3    | Спартак (Москва)   |
| 10 | ПЗ   | Брандон Агілера     | 28 червня 2003 (вік 20 років)  | 16   | 0    | Бристоль Роверз    |
| 11 | ПЗ   | Аріель Лассітер     | 27 вересня 1994 (вік 29 років) | 21   | 1    | КФ Монреаль        |
| 12 | НП   | Хоель Кемпбелл      | 26 червня 1992 (вік 31 рік)    | 139  | 27   | Алахуеленсе        |
| 13 | ПЗ   | Джефферсон Бренес   | 13 квітня 1997 (вік 27 років)  | 12   | 1    | Депортіво Сапрісса |
| 14 | ПЗ   | Орландо Гало        | 11 серпня 2000 (вік 23 роки)   | 16   | 3    | Ередіано           |
| 15 | ЗХ   | Франсіско Кальво () | 8 липня 1992 (вік 31 рік)      | 93   | 11   | Хуарес             |
| 16 | ПЗ   | Алехандро Бран      | 5 березня 2001 (вік 23 роки)   | 6    | 0    | Міннесота Юнайтед  |
| 17 | НП   | Воррен Мадрігаль    | 24 липня 2004 (вік 19 років)   | 12   | 1    | Депортіво Сапрісса |
| 18 | ВР   | Аарон Крус          | 25 травня 1991 (вік 33 роки)   | 4    | 0    | Ередіано           |
| 19 | НП   | Кеннет Варгас       | 17 квітня 2002 (вік 22 роки)   | 6    | 0    | Гарт оф Мідлотіан  |
| 20 | НП   | Хосімар Алькосер    | 7 липня 2004 (вік 19 років)    | 11   | 1    | Вестерло           |
| 21 | НП   | Альваро Самора      | 9 березня 2002 (вік 22 роки)   | 11   | 1    | Аріс (Салоніки)    |
| 22 | ЗХ   | Хаксель Кірос       | 3 червня 1998 (вік 26 років)   | 7    | 0    | Ередіано           |
| 23 | ВР   | Патрік Секейра      | 1 березня 1999 (вік 25 років)  | 5    | 0    | Ібіса              |
| 24 | НП   | Енді Рохас          | 5 грудня 2005 (вік 18 років)   | 1    | 1    | Ередіано           |
| 25 | ЗХ   | Єйсон Моліна        | 25 січня 1996 (вік 28 років)   | 1    | 0    | Гуанакастека       |
| 26 | ЗХ   | Дуглас Секейра      | 16 вересня 2003 (вік 20 років) | 0    | 0    | Депортіво Сапрісса |

## Статистика

### За віком

#### Усі гравці
- Найстарший:  Клаудіо Браво (41 рік, 68 днів)
- Наймолодший:  Кендрі Паес (17 років, 47 днів)

#### Воротарі
- Найстарший:  Клаудіо Браво (41 рік, 68 днів)
- Наймолодший:  Коніа Бойс-Кларк (21 рік, 111 днів)

#### Тренери
- Найстарший:  Хорхе Фоссаті (71 рік, 211 днів)
- Наймолодший:  Хайме Лосано (45 років, 265 днів)

### Матчі
- У турнірі взяли участь 16 гравців, які провели принаймні 100 міжнародних матчів за свою країну:
  - 182 ігор —  Ліонель Мессі
  - 163 ігор —  Алексіс Санчес
  - 148 ігор —  Клаудіо Браво
  - 140 ігор —  Анхель Ді Марія
  - 139 ігор —  Хоель Кемпбелл
  - 139 ігор —  Маурісіо Ісла
  - 138 ігор —  Луїс Альберто Суарес
  - 132 ігор —  Томас Рінкон
  - 128 ігор —  Давід Оспіна
  - 119 ігор —  Паоло Герреро
  - 118 ігор —  Луїс Адвінкула
  - 112 ігор —  Ніколас Отаменді
  - 109 ігор —  Едуардо Варгас
  - 106 ігор —  Педро Гальєсе
  - 104 ігор —  Саломон Рондон
  - 100 ігор —  Хамес Родрігес

### Представництво гравців за країною
| Гравці | Клуби                                                                           |
| ------ | ------------------------------------------------------------------------------- |
| 56     | Англія                                                                          |
| 42     | США                                                                             |
| 36     | Бразилія                                                                        |
| 35     | Мексика                                                                         |
| 29     | Іспанія                                                                         |
| 22     | Італія                                                                          |
| 20     | Болівія                                                                         |
| 16     | Аргентина Коста-Рика                                                            |
| 14     | Португалія                                                                      |
| 12     | Франція                                                                         |
| 11     | Еквадор Перу Росія                                                              |
| 9      | Канада Колумбія                                                                 |
| 7      | Чилі Парагвай                                                                   |
| 6      | Бельгія Німеччина                                                               |
| 5      | Нідерланди Шотландія                                                            |
| 4      | Ямайка Саудівська Аравія                                                        |
| 3      | Данія Туреччина                                                                 |
| 2      | Кіпр Греція Гватемала Ізраїль Словаччина Швеція                                 |
| 1      | Азербайджан Чехія Гондурас Польща Катар Швейцарія Україна ОАЕ Уругвай Венесуела |

### Представництво гравців за клубами
| Гравці | Клуб |
| ------ | --- |
| 9      | Болівар |
| 7      | Депортіво Сапрісса Клуб Америка (Мехіко) |
| 5      | Олвейс Реді Фламенгу Ередіано Фулгем Лібертад Універсітаріо де Депортес Порту |
| 4      | Зе Стронгест Сан-Паулу КФ Монреаль Коло-Коло Універсідад Католіка (Кіто) Ліверпуль Жирона Реал Бетіс Реал Мадрид Ювентус Пачука УНАМ Пумас Динамо (Москва) Краснодар Міннесота Юнайтед |

### Представництво тренерів по країнах
Тренери, виділені жирним шрифтом, представляли свою країну.
| # | Країна    | Тренер |
| - | --------- | --- |
| 7 | Аргентина | Густаво Альфаро (Коста-Рика), Фернандо Батіста (Венесуела), Марсело Б'єлса (Уругвай), Рікардо Гарека (Чилі), Даніель Гарнеро (Парагвай), Нестор Лоренсо (Колумбія), Ліонель Скалоні |
| 2 | Бразилія  | Антоніо Карлос Заго (Болівія), Дорівал Жуніор |
| 2 | Іспанія   | Томас Крістіансен (Панама), Фелікс Санчес Бас (Еквадор) |
| 2 | США       | Грегг Берголтер, Джессі Марш (Канад) |
| 1 | Ісландія  | Геймір Гадльгрімссон (Ямайка) |
| 1 | Мексика   | Хайме Лосано |
| 1 | Уругвай   | Хорхе Фоссаті (Перу) |